# Чемпіонат України з боксу 2023
XXXI Чемпіонат України з боксу серед чоловіків — головне змагання боксерів-любителів в Україні, організоване Федерацією боксу України, що відбулося з 20 по 26 листопада 2023 року у Львові. В змаганнях взяло участь спортсмени з різних куточків України, які боролися за титул чемпіона України та право представляти Україну на ліцензійних відбіркових турнірах до Олімпійських ігор. 

## Медалісти
| Дисципліна                       | Золото             | Срібло             | Бронза               |
| -------------------------------- | ------------------ | ------------------ | -------------------- |
| до 46-48 кг, чоловіки докладніше | Андрій Тишковець   | Андрій Єфимович    | Андрій Лопушенко     |
| до 46-48 кг, чоловіки докладніше | Андрій Тишковець   | Андрій Єфимович    | Денис Біленькiй      |
| до 51 кг, чоловіки докладніше    | Дмитро Замотаєв    | Сійовуш Мухамадієв | Максим Рудик         |
| до 51 кг, чоловіки докладніше    | Дмитро Замотаєв    | Сійовуш Мухамадієв | Владислав Кондратюк  |
| до 54 кг, чоловіки докладніше    | Ельмір Набієв      | Іван Завадський    | Дмитро Колісніченко  |
| до 54 кг, чоловіки докладніше    | Ельмір Набієв      | Іван Завадський    | Богдан Войтенко      |
| до 57 кг, чоловіки докладніше    | Айдер Абдураїмов   | Олег Чулачеєв      | Михайло Дзязько      |
| до 57 кг, чоловіки докладніше    | Айдер Абдураїмов   | Олег Чулачеєв      | Владислав Стась      |
| до 60 кг, чоловіки докладніше    | Максим Власюк      | Мирослав Гончар    | Тарас Бондарчук      |
| до 60 кг, чоловіки докладніше    | Максим Власюк      | Мирослав Гончар    | Руслан Цикало        |
| до 63,5 кг, чоловіки докладніше  | Даниїл Заморило    | Ярослав Харциз     | Алі Дагли            |
| до 63,5 кг, чоловіки докладніше  | Даниїл Заморило    | Ярослав Харциз     | Зоравор Петросян     |
| до 67 кг, чоловіки докладніше    | Ельвін Алієв       | Бозоброй Матякубов | Данило Лозан         |
| до 67 кг, чоловіки докладніше    | Ельвін Алієв       | Бозоброй Матякубов | Ігор Христосов       |
| до 71 кг, чоловіки докладніше    | Юрій Захарєєв      | Максим Молодан     | Ярослав Михалушко    |
| до 71 кг, чоловіки докладніше    | Юрій Захарєєв      | Максим Молодан     | Дмитро Куля          |
| до 75 кг, чоловіки докладніше    | Джамал Кулієв      | Андрій Скакун      | В'ячеслав Бригаденко |
| до 75 кг, чоловіки докладніше    | Джамал Кулієв      | Андрій Скакун      | Влад Мірошніченко    |
| до 80 кг, чоловіки докладніше    | Матвій Ражба       | Максим Кофан       | Олександр Деньгуб    |
| до 80 кг, чоловіки докладніше    | Матвій Ражба       | Максим Кофан       | Олександр Івков      |
| до 86 кг, чоловіки докладніше    | Данило Жасан       | Іван Сапун         | Ашот Кочарян         |
| до 86 кг, чоловіки докладніше    | Данило Жасан       | Іван Сапун         | Павло Мічковський    |
| до 92 кг, чоловіки докладніше    | Аркадій Карцан     | Сергій Горсков     | Богдан Толмачов      |
| до 92 кг, чоловіки докладніше    | Аркадій Карцан     | Сергій Горсков     | Володимир Кущнір     |
| понад 92 кг, чоловіки докладніше | Дмитро Ловчинський | Олександр Гриців   | Кирило Стоянчев      |
| понад 92 кг, чоловіки докладніше | Дмитро Ловчинський | Олександр Гриців   | Андрій Халецький     |